# Douglass North
Douglass Cecil North (ur. 5 listopada 1920 w Cambridge, zm. 23 listopada 2015 w Benzonii) – amerykański ekonomista i historyk. Wraz z Robertem Williamem Foglem w 1993 roku został laureatem Nagrody Banku Szwecji im. Alfreda Nobla w dziedzinie ekonomii „za wkład w odnowę historii gospodarczej poprzez zastosowanie teorii ekonomii i metod ilościowych do objaśnienia zmian gospodarczych i instytucjonalnych”.

## Życiorys
Douglass North urodził się w Cambridge w stanie Massachusetts 5 listopada 1920. Ze względu na pracę ojca w firmie ubezpieczeniowej MetLife w dzieciństwie wielokrotnie zmieniał miejsce zamieszkania. Northowie mieszkali w Ottawie, Lausanne, Nowym Jorku i Wallingford w stanie Connecticut.
North studiował na Ashbury College w Ottawie (Kanada), a także w Choate School w Wallingford. Chociaż został przyjęty na Uniwersytet Harvarda, zdecydował się podjąć dalsze studia na Uniwersytecie Kalifornijskim w Berkeley, ze względu na objęcie przez jego ojca stanowiska szefa MetLife na zachodnim wybrzeżu. Studiując w Berkeley North, był członkiem Bractwa Chi Phi. W 1942 uzyskał stopień licencjata na wydziale nauk humanistycznych. Uzyskał stopień magistra w trzech dziedzinach: nauki polityczne, filozofia, ekonomia
Jako obdżektor, w czasie II wojny światowej North został nawigatorem Floty Handlowej Stanów Zjednoczonych, kursującej między San Francisco a Australią. W tym czasie czytał prace ekonomiczne i stał się pasjonatem fotografii. W ostatnim roku wojny nauczał nawigowania w morskiej szkole oficerskiej w Alamedzie, jednocześnie rozważając wybór pomiędzy zostaniem fotografem albo ekonomistą.
Powrócił na Uniwersytet w Berkeley, by uzyskać stopień doktora w dziedzinie ekonomii. Ukończył studia w 1952 roku, równocześnie obejmując stanowisko adiunkta na University of Washington.
Zmarł na raka przełyku 23 listopada 2015 roku, w wieku 95 lat.

## Kariera naukowa
W latach od 1951 do 1956 North pracował jako asystent profesora ekonomii na University of Washington, następnie między 1956–1960 pełnił tam funkcję profesora pomocniczego. W 1960 North został współredaktorem „The Journal of Economic History”, popularyzującą kliometrię (nową historię gospodarczą), a od 1960 do 1983 obejmował stanowisko profesora ekonomii na University of Washington, gdzie był także przewodniczącym wydziału ekonomii w latach 1967–1979. W 1979 Został wybrany na „Peterkin Professor of Political Economy” na Uniwersytecie Rice’a, a następnie w 1981-1982 pełnił funkcję „Pitt Professor of American History and Institutions” na Uniwersytecie w Cambridge. W roku 1983 dołączył do kadry naukowej Uniwersytetu Waszyngtona w St. Louis jako profesor prawa i wolności na wydziale ekonomii
W 1991 North został pierwszym historykiem gospodarczym, uhonorowanym nagrodą Johna R. Commonsa.
Prace Northa zgromadzono w Bibliotece Uniwersytetu Duke’a.

## Program badawczy
Wraz z Ronaldem Coasem i Oliverem Williamsonem był jednym z założycieli International Society for the New Institutional Economics (ISNIE), które zwołało swoje pierwsze posiedzenie w Saint Louis w 1997. Jego badania dotyczyły praw własności, kosztów transakcyjnych, instytucjonalnych podstaw rynków handlowych, organizacji ekonomii w historii oraz rozwoju ekonomii w krajach rozwijających się.
North udzielał ekspertyz w sprawie Konsensusu Kopenhaskiego. Pracował również jako doradca rządów na całym świecie. Był zaangażowany w badania (z Johnem J. Wallisem z Uniwersytetu w Maryland i Barrym Weingast z Uniwersytetu Stanforda) nad procesem wychodzenia państw z tzw. „stanu naturalnego” i przejścia do wzrostu gospodarczego w długim okresie. Był doradcą organizacji Economists for Peace and Security i specjalnym doradcą dla organizacji non-profit Vipani.

## Wpływ Nagrody im. Nobla
Reputacja Northa po otrzymaniu nagrody im. Nobla poprawiła się zarówno dzięki uznaniu jego własnego środowiska akademickiego oraz międzynarodowym wpływom uzyskanym za pośrednictwem swoich badań i publikacji
W badaniach Northa w „New Economic History” udział brali ekonomiści i historycy, m.in. Jonathan Hughes, Richard Sutch, Lloyd Mercer, Jim Sheperd, Donald Gordon, Gary Walton, Lance E. Davis, Robert Huttenback, Roger Ransom, Gaston Rimlinger, Terry L. Anderson, P.J. Hill, Philip Coelho, and David Knowles.